# Gribskov Skakklub
Gribskov Skakklub (tidligere Helsinge Skakklub) er en skakklub beliggende i Gribskov Kommune. Skakklubben blev stiftet i 1991 af Allan Rasmussen, en lokal forretningsdrivende, og fra 2001 til 2009 vandt klubben det danske holdmesterskab i skak ni gange i træk, en rekord der indtil da havde tilhørt Nordre Skakklub med otte titler. Efter Allan Rasmussens død besluttede en håndfuld indsjæle at fortsætte klubbens virke. 
Klubben skiftede i 2014 navn fra Helsinge Skakklub til Gribskov Skakklub for at favne bredere i kommunen, og har hjemme i Helsinge Kulturhus. Klubben er medlem af Dansk Skak Union og klubbens bedste hold spiller i dag i A-rækken i den nordsjællandske holdskakturnering.

## Allan Rasmussen
4. december 1947 - 13. februar 2011 var drivkraften bag stiftelsen af Helsinge Skakklub i 1991, hvor han med sit unikke netværk indenfor dansk skak formåede at gøre klubben til en magtfaktor i dansk skak på rekordtid, ved at tiltrække de stærkeste danske spillere, de helt unge talenter samt udenlandske topspillere. Med Allan Rasmussens alt for tidlige død forsvandt fundamentet for topskak i Helsinge også.

## Resultater
Som Helsinge Skakklub:
Danske holdskakmestre 2001, 2002, 2003, 2004, 2005, 2006, 2007, 2008 & 2009 
Oprykning fra B til A-rækken sæsonen 2013/2014.

## Ungdomsspillere
Klubben arrangerer i samarbejde med Helsinge bibliotek  skaktræning for ungdomsspillere.
To af klubbens ungdomsspillere har vundet danmarksmesterskaber.
Markus Baadsgaard blev danmarksmester i U-12 i 2015.
Mads Pasztor blev danmarksmester i U-14 i 2016.

## Klubmestre
- 2013 John K. Sørensen
- 2012 Lars Erik Linderod
- 2011 Jan Schou Søes
- 2010 John K. Sørensen
- 2009 John K. Sørensen

## Topspillere i Helsinge Skakklub
- GM Peter Heine Nielsen
- GM Emanuel Berg
- GM Lars Schandorff
- GM Viktorija Cmilyte
- GM Jakob Vang Glud
- IM Klaus Berg
- IM Steffen Pedersen
- IM Simon Bekker Jensen
- IM Tomas Hutters
- FM Niels Jørgen Fries Nielsen

## Ekstern henvisning
Gribskov Skakklubs hjemmeside